# Burnhaupt-le-Haut
Burnhaupt-le-Haut là một xã trong tỉnh Haut-Rhin, thuộc vùng Grand Est của nước Pháp, có dân số là 1505 người (thời điểm 1999).

## Thông tin nhân khẩu
| 1962 | 1968 | 1975  | 1982  | 1990  | 1999  |
| ---- | ---- | ----- | ----- | ----- | ----- |
| 900  | 977  | 1.084 | 1.296 | 1.426 | 1.505 |